# 貝格豪斯島
貝格豪斯島是俄羅斯的島嶼，屬於法蘭士約瑟夫地群島的一部分，位於霍爾島以東1.5公里的北冰洋，由阿爾漢格爾斯克州負責管轄，長2.3公里，最高點海拔高度372米。